# 臭娘子
臭娘子（学名：Premna serratifolia）为唇形科臭魚木屬下的一个种。

## 扩展阅读
- 維基物種上的相關：臭娘子